# BAe 146
A BAe 146 a British Aerospace (napjainkban a BAE Systems része) által gyártott négy sugárhajtóműves, közepes hatótávolságú szabadonhordó vállszárnyas utasszállító repülőgép. A British Aerospace BAe 146-ost (ma Avro Regional Jet) alapjaiban kis repülőterekre tervezték, ahová a legtöbb légitársaság a pálya rövidsége és a zaj miatt addig nem repülhetett. Az egyik legcsendesebb utasszállító repülőgép.[forrás?] Kedvelt és sikeres repülőgéptípus, annak ellenére, hogy gyártója 1983 óta többszöri átszervezést élt meg.[forrás?]
A típust hívták Hawker 146-osnak, majd British Aerospace BAe 146-osnak, legújabb neve pedig Avro Regional Jet, míg a legújabb sorozat jelzése RJX. A sokszori névváltozás ellenére sem sikerült eladni a repülőgép katonai változatát, a légitársaságok is évekig tartózkodtak megvételétől.[forrás?] Leginkább azokon a légijáratokon vált be, amelyek a zajérzékeny, szinte belvárosi repülőterekre vezetnek.[forrás?] A brit Dan-Air állította elsőként forgalomba a BAe-146-100-ast 1983. május 27-én. Ezt a hosszabb törzsű BAe-146-200 követte ugyanebben az évben, majd négy évre rá a még hosszabb BAe-146-300. A modernebb változatok mérete hasonló, típusjelük RJ70, RJ85 és RJ100, utalva a tipikus ülésszámra is.

## Műszaki adatok
- Kategória: rövid hatótávolságú forgalmi repülőgép
- Hajtómű: négy 31,15 kN-os AlliedSignal (Textron-Lycoming)LF 507 kétáramú gázturbina
- Utazósebesség: 670 km/h (8800 m-en)
- Hatótáv: 2909 km
- Tömeg:
üres: 22 453 kg, max. felszálló: 38 102 kg (RJ70)
üres: 23 269 kg, max. felszálló: 42 184 kg (RJ85)
üres: 25 215 kg, max. felszálló: 44 226 kg (RJ100)
- Hasznos teher: két pilóta, 100-128 utas
- Méretek:
fesztáv: 26,21 m 
hossz: 30,99 m 
magasság: 8,59 m 
szárnyfelület: 77,29 m²

## Jellegzetességek
- A BAe 146-200 az utasok mellé még 18,3 m³ árut is felvehet.
- A 146-osoknak a Textron Inc. szállítja a hajtóműveket. Negyven év alatt mintegy 32 ezer hajtóművet gyártottak.
- A típus strukturális próbái során 168 ezer, egyenként háromnegyed órás repülést szimuláltak.
- Hazánkban a TNT-Malév használta a HA-TAB lajstromjelű BAe 146-200QT teherszállító repülőgépet éjszakai csomagszállításra 1988-1993 között.
- A BAe 146 futóművének kétszázezer leszállást kell elviselnie javítás nélkül.
- Az Avro Regional Jet futóműve olyan széles, mint a C-130 Herculesé.

## Külső hivatkozások
- A BAe 146 a gyártó BAE Systems honlapján
- A BAe 146 gépcsalád műszaki adatai a gyártó honlapján